# Јан Хлпка
Јан Хлпка (Гложан, 11. децембар 1965) је српски је сликар наивни уметник словачког порекла.

## Биографија
У Гложану је завршио основну школу. Завршава студије ветерине у Сарајеву.
1986. – Слика своју прву слику – у јулу у Сарајеву. Хемијском оловком црта своју маму. То је комбинација цртежа и текста.
За време летњег распуста са темперама завршава слику коју је почео сликати у средњој школи. У октобру, по повратку у Сарајево слика своје прво уље на платну. Следе нове слике, уља на платну, пастели, цртежи. Посећује изложбе, све више се бави уметношћу, експериментише на разне начине. 1992. – Запошљава се у Ковачици, али после два месеца се враћа у родни Гложан и наставља радити у суседном Кулпину, у пољопривредном предузећу Кулпин као ветеринар.
1993. – Први пут своје слике приказује јавности на првој самосталној изложби у Бачком Петровцу у Галерији Зуске Медвеђове. 1994. – Постаје члан ликовних аматера Новог Сада – ЛАНС, са којима успешно излаже у Новом Саду и околини. Заједно с неколицином сликара – аматера из Гложана излаже на заједничкој изложби гложанских сликара названој Из палете Војвођанских сликара, која је после постала традиционална.
Захваљујући галерији ЧАПО по први пут су његове слике биле изложене у иностранству, на првој светској изложби словачке наивне уметности у Тренчину (Словачка република).
1996. – Први пут излаже самостално у Гложану. То је изложба цртежа Словачке жене.
2001 – Учествује на ликовној колонији Сусрет сликара Војводине у Вихњама (Словачка република).
Следе друге уметничке колоније: Осовље 2001. (Фрушка гора), Тренчин 2001.
2002. – Учествује на првој ликовној колонији у Ковачици.
Мада по мноштву елемената у чирем смислу Јан Хлпка припада кругу сликара - лаика руралне вокације јесне свести о сопсзвеним сликарским циљевима и могућностима издвајају га и одређују као изразитог индивидуалца. Хлпка је сликар који остаје у свом личном свету, додуше једним оком загледај у универзалне вредности што његово сликарство приближава свету чисте ликовности.
Хлпка посвећује пажњу сваком своме платну, наглашавајући важност сваког свога сантиметра сликовне површине, сваког потезе четке и сваког атома слике.
Јан Хлпка је током свога дугогодишњег рада успео да створи свој властити препознатљив стил рада који је могуће постићи само дугогодишнјим инвентивним духом психичке интелектуалне енергије,

## Колективне изложбе
- Дом културе Изложба радова ЛАНС-а – СОС Дечје село, Сремска Каменица, 1994.
- Изложба радова ЛАНС-а – Галерија самоуких сликара, Нови Сад, 1994.
- Из палете ликовних стваралаца из Гложана И – Ресторан №1, Гложан, 1994.
- Јесња изложба радова ЛАНС-а – Хол пољопривредног факултета, Нови Сад, 1994.
- Изложба ЛАНС-а – Галерија ликовне радионице, Ковиљ, 1995.
- Пролећна изложба радова ЛАНС-а – Историјски музеун Војводине, Нови Сад, 1995.
- Из палете ликовних стваралаца из Гложана II – Ресторан Липа, Гложан, 1995.
- Изложба „250 година живота Словака у Војводини“ – Галерија Зузке медвеђове, Бач. Петровац, 1995.
- Из палете ликовних стваралаца из Гложана – КУД Шафарик, Нови Сад, 1995.
- Стална поставка у Галерији самоуких сликара, Нови Сад, 1995.
- Изложба ЛАНС-а – Галерија Дома културе, Ковиљ, 1996
- Пролећна изложба радова ЛАНС-а – Клуб Форум, Нови Сад, 1996.
- Из палете ликовних стваралаца из Гложана

а.Доњи фоаје мале сале Српског народног позоришта, Нови Сад, 1996.
б.Дом културе, Ковчица, 1996.
ц.Ресторан Липа, Гложан, 1996.
д.Дом културе, Падина, 1996
- Изложба ликовних стваралаца из Гложана у Пивницама, – Галерија СКУС-а, Пивнице, 1997.
- Из палете ликовних стваралаца из Гложана ИВ – Ресторан Липа, Гложан, 1997.
- Заједничка изложба УЛСНС – Галерија Дома Војске Југославије, Нови Сад, 1997.
- XVII. смотра ликовног стваралаштва аматера Републике Србије – Галерија центра за културу, Ковин, 1997.
- Изложба ликовних стваралаца из Гложана у Старој Пазови, Дом културе, Стара Пазова, 1998.
- Изложба радова УЛСНС – Зграда Нафтагаса, Нови Сад, 1998.
- Изложба радова УЛСНС – Галерија Круг, Бечеј, 1998.
- Из палете ликовних стваралаца из Гложана В – Дом културе, Гложан, 1998.
- Изложба радова УЛСНС – Галерија клуба Војске Југославије, Сомбор, 1998.
- Треће бијенале словачке наивне уметности – Синагога, Тренчин (Словачка република), 1998.
- Југословенско наивно сликарство из колекције Галерије Бабка – ЕXПО 98, Лисабон, 1998.
- Југословенско наивно сликарство из колекције Галерије Бабка – Јухословенска амбасада, Мадрид, 1998.
- XVIII. смотра ликовног стваралаштва аматера Републике Србије – Уметничка галерија и Дом Симића, 1998.
- Новý Сад – за сва времена – Галерија Печат, Нови Сад, 1998.
- Из палете ликовних стваралаца из Гложана ВИ – Основна школа Јозефа Марчока Драгутина, Гложан, 1999.
- Из палете ликовних стваралаца из Гложана у Бачкој Паланци– Словачки дом, Бачка Паланка, 1999.
- Аукција слика поводом 80 годишњице Гимназије Јана Колара у Бачком Петровцу – СКУС Словенска споритељња, Бачки Петровац, 1999.
- Из палете ликовних стваралаца из Гложана ВИИ – Хол ресторана војне установе Карађорђево, Карађорђево, 2000.
- Из палете ликовних стваралаца из Гложана – Дом културе, Гложан, 2000.
- I. смотра радова стваралаца – аматера Војводине – Војвођански музеј, Нови Сад, Дунавска 35, 2000.
- XX. Смотра ликовног стваралаштва аматера Републике Србије – Централни клуб Војске Југославије (велика галерија), Београд, 2000.
- III. сусрет сликара из Војводине у Вихњама – Хотел Ситно, Вихње (Словачка република), 2001.
- Уметничка радионица наивних сликара – Тренчин 2001 – Галерија словачке наивне уметности а Миерове намесћие, Тренчин (Словачка република), 2001.
- 38.Из палете ликовних стваралаца из Гложана – Дом културе, Гложан, 2001.
- Четворо сликара, заједничка изложба слика – парохија Словачке евангелистичке а. в. цркве, Гложан, 2002.
- Из палете ликовних стваралаца из Гложана – Дом културе, Гложан, 2002.
- Прва. ликовна колонија – Ковачица 2002. – Галерија наивне уметности, Ковачица, 2002.
- Гложанска палета у Падини – Свечана сала Месне заједнице, Падина, 2002.
- Заједничка изложба сликара Јан Књазовиц, Наташа Михајловић и Јан Хлпка, Културни центар Бачка Паланка, Бачка Паланка 2006.

## Самосталне изложбе
- Галерија Зуске Медведјове Бачки Петровац 1993.
- Дом културе Гложан 1996.
- Дом цултуре Ковачица 1997.
- Галерија Печат Нови Сад 1998.
- Галерија словачке наивне уметности Тренчин (Словачка република) 1999.
- Дом уметника Тренчианске Тепице (Словачка република ) 2000.
- Пољопривредни музеј у Кулпину, Кулпин 2002.
- Јан Хлпка, Palfiho palac Bratislava Velvyslanectvo Srbska a Čiernej Hori Челарево 2004.[1]
- Градско позориште Бечеј, Галерија Круг, Бечеј, 2004.
- Галерија при јасљиах, Бачки Петровац, самостална изложба колажа.Бачки Петровац, 2004.
- Галерија Зуске Медведјове, Бачки Петровац 2004.
- Галерија Зуске Медведјове, Бачки Петровац 2013.